# Henrietta Wentworth, 6:e baronessa Wentworth
Henrietta Maria Wentworth, 6:e baronessa Wentworth, född  11 augusti 1660, död 23 april 1686. Henrietta ärvde 1667 sin farfars titel baron Wentworth två år efter att hennes egen far Thomas Wentworth, 5:e baron Wentworth avlidit. 
År 1680 inledde Lady Wentworth en skandal, i form av ett förhållande med den gifte James Scott, 1:e hertig av Monmouth, och levde en tid i exil med honom i Holland fram till dess att han blev avrättad.
Lady Wentworth avled 1686, och begravdes i Toddington Church. Titeln baron Wentworth ärvdes av släktingen Anne Lovelace, 7:e baronessa Wentworth.